# Thomas Morris (homme politique)
Pour les articles homonymes, voir Thomas Morris et Morris.
Thomas Morris (3 janvier 1776 - 7 décembre 1844) est un homme politique américain de l'Ohio qui a siégé au Sénat des États-Unis et était membre du Parti démocrate. Lors de l'élection présidentielle de 1844, il est le candidat à la vice-présidence du Parti de la liberté anti-esclavagiste.
Il est le père de Jonathan D. Morris et d'Isaac N. Morris.